# Vlag van Groenland

Vlag van Groenland, ratio 2:3

Afmetingen

De vlag van Groenland werd door Thue Christiansen ontworpen uit Groenland en wordt sinds 1985 gebruikt. De vlag is horizontaal gelijk verdeeld in boven een wit boven en onder een rood deel. De vlag bevat een cirkel die horizontaal gezien iets links van het midden ligt. De bovenste helft van de cirkel is rood, de onderste helft wit. De vlag is in te delen in 12 bij 18 onzichtbare vierkanten. Elke streep is dan zes vierkanten hoog, de cirkel is acht vierkanten in diameter en het midden van de cirkel liggen zeven vierkanten van de kant van de vlaggenmast. Verticaal gezien is de cirkel gecentreerd.
Volgens de ontwerper staat de witte baan voor de gletsjers en de ijskap die meer dan 80% van het eiland bedekt. De rode baan staat voor de oceaan. De rode halve cirkel staat voor de zon, die voor de helft onder de horizon staat. De witte halve cirkel stelt de ijsbergen en het pakijs op de oceaan voor. Het ontwerp is ook voor te stellen als de zon die voor de helft boven de oceaan staat, met zijn weerspiegeling in het water. De kleuren zijn hetzelfde als die van de vlag van Denemarken.
De vlag wordt in het Groenlands Erfalasorput genoemd, wat onze vlag betekent, maar Aappalaartoq, 'het rode', wordt net zoals voor de vlag van Denemarken ook gezegd.
Groenland kreeg in 1978 binnen Denemarken volledig zelfbestuur. De eerste Groenlandse regering riep haar burgers op om voorstellen te doen voor een vlag. Het comité dat de beslissing moest nemen, kwam niet tot een oordeel, waarna men wederom voorstellen kon insturen. Het voorstel van Christiansen won. De Erfalasorput werd aangenomen als officiële vlag op 21 juni 1985.

## Voorgestelde vlaggen
Er kwamen verschillende inzendingen:
1. ? Voorstel uit 1984 dat nipt door de huidige vlag werd verslagen. Het toont een wit Scandinavisch kruis op een groen veld, verwijzend naar de naam Groenland.
2. ? eerste serieuze voorstel uit 1973 in groen, wit en blauw
3. ? anoniem voorstel uit 1991 in wit voor het ijs en groen voor de naam
4. ? voorstel gebaseerd op de Dannebrog

1
2
3
4

## Websites
- (en)  Greenland (Denmark) Kalaallit Nunaat, Grønland

Lijst van vlaggen van Noord-Amerika
Antigua en Barbuda · Bahama's · Barbados · Belize · Canada · Costa Rica · Cuba · Dominica · Dominicaanse Republiek · El Salvador · Grenada · Guatemala · Haïti · Honduras · Jamaica · Mexico · Nicaragua · Panama · Saint Kitts en Nevis · Saint Lucia · Saint Vincent en de Grenadines · Trinidad en Tobago · Verenigde Staten
Afhankelijke gebieden

Amerikaanse Maagdeneilanden · Anguilla · Aruba · Bermuda · Britse Maagdeneilanden · Curaçao · Groenland · Guadeloupe · Kaaimaneilanden · Martinique · Montserrat · Navassa · Puerto Rico · Saint-Barthélemy · Saint-Pierre en Miquelon · Sint Maarten · Sint-Maarten · Turks- en Caicoseilanden